# Le Rousset-Marizy
Le Rousset-Marizy ist eine französische Gemeinde mit 603 Einwohnern (Stand: 1. Januar 2022) im Département Saône-et-Loire in der Region Bourgogne-Franche-Comté. Sie gehört zum Arrondissement Charolles, zum Kanton Charolles (bis 2015: Kanton La Guiche) und zum Kommunalverband Communauté de communes Le Grand Charolais.

## Geografie
Le Rousset-Marizy liegt etwa 40 Kilometer westsüdwestlich von Chalon-sur-Saône am Arconce. Umgeben wird Le Rousset-Marizy von den Nachbargemeinden Pouilloux im Norden und Nordwesten, Saint-Romain-sous-Gourdon und Gourdon im Norden, Mary im Nordosten, Saint-Marcelin-de-Cray im Osten, Chevagny-sur-Guye im Südosten, La Guiche im Süden, Ballore im Südwesten sowie Martigny-le-Comte im Westen.

## Geschichte
Le Rousset-Marizy wurde zum 1. Januar 2016 aus den bis dahin eigenständigen Gemeinden Marizy und Le Rousset gebildet.

## Gliederung
| Ortsteil                   | ehemaliger INSEE-Code | Fläche (km²) | Einwohnerzahl (2016) |
| -------------------------- | --------------------- | ------------ | -------------------- |
| Marizy (Verwaltungssitz)00 | 71279                 | 30,75        | 434                  |
| Le Rousset                 | 71375                 | 24,74        | 237                  |

## Sehenswürdigkeiten
- Kirche Sainte-Marie-Marguerite in Marizy
- Kapelle Saint-Quentin in Le Rousset

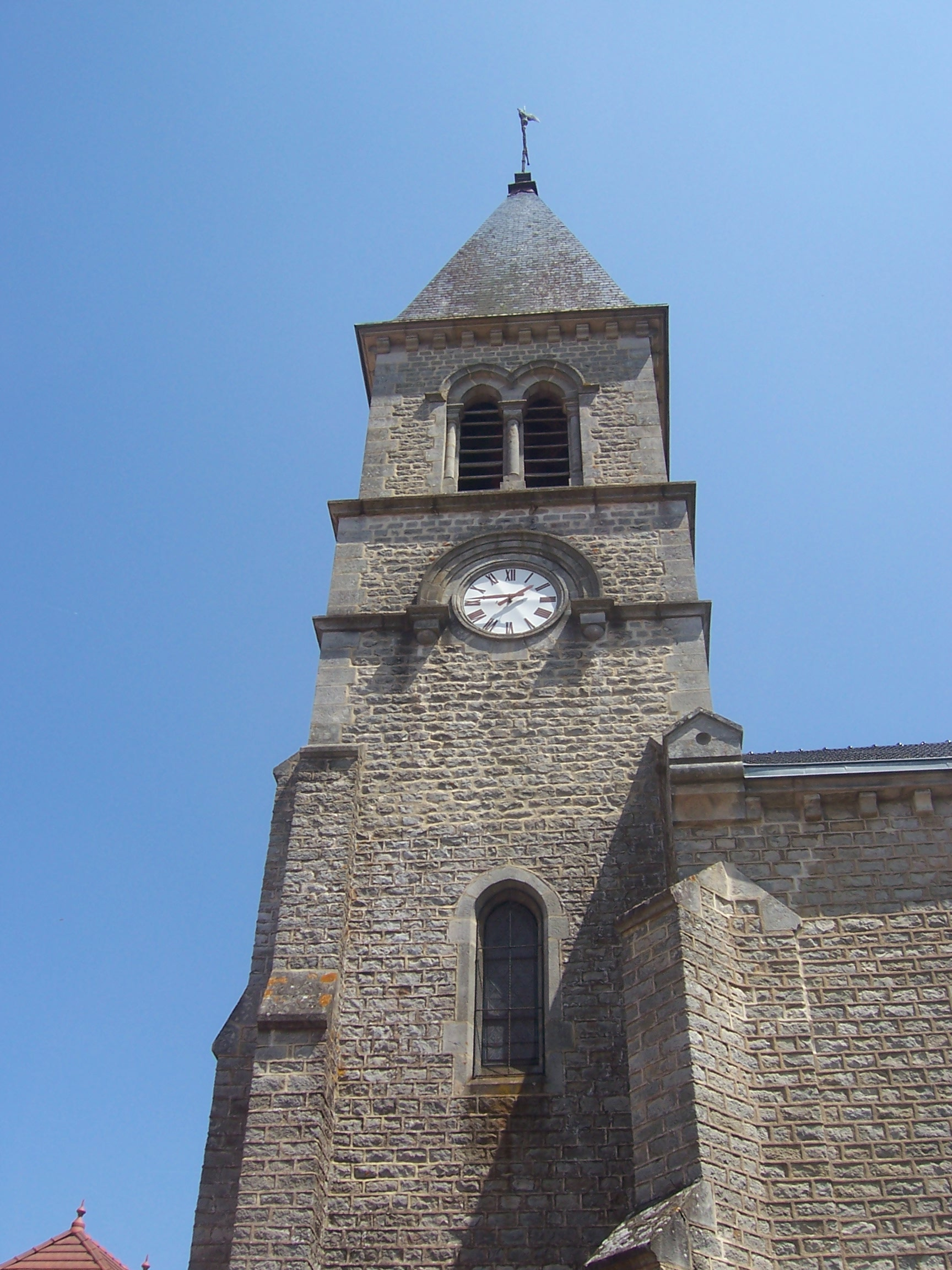
Kirche Sainte-Marie-Marguerite